# Delias eximia
Delias eximia är en fjärilsart som beskrevs av Rothschild 1915. Delias eximia ingår i släktet Delias och familjen vitfjärilar. Inga underarter finns listade i Catalogue of Life.